# Council of Churches of Malaysia
Der Council of Churches of Malaysia (deutsch: Rat der Kirchen in Malaysia) ist eine ökumenische Organisation, die die christlichen Kirchen und angeschlossene Gruppierungen in Malaysia vertritt.

## Geschichte
Erstmals in der Geschichte der christlichen Kirchen in Malaysia formierte sich 1947 das Malayan Christian Council (MCC) mit dem Ziel der ökumenischen Zusammenarbeit. Am 9. Januar 1948 erfolgte die offizielle Gründung als Vereinigung.
Obwohl der Staat Malaysia 1963 durch den Anschluss von Singapur, Britisch-Nordborneo und Sarawak an die Föderation Malaya entstand, behielt der Malayan Christian Council weiterhin seinen alten Namen bei. Erst ab 1967 firmierte die Vereinigung als The Council of Churches of Malaysia and Singapore. Nachdem sich Singapur aus der Staatengemeinschaft herauslöste und ein eigenständiger Staat wurde, erschien es vorteilhaft, für jede Nation einen eigenen Rat zu haben; auf diese Weise entstanden 1975 zwei nationale Organisationen, der Council of Churches of Malaysia und der National Council of Churches of Singapore.

## Mitglieder
Dem Council of Churches of Malaysia gehören neben den Mitgliedskirchen auch assoziierte christliche Vereinigungen und Partnerkirchen an:

### Mitgliedskirchen
- Anglican Diocese of Kuching
- Anglican Diocese of Sabah
- Anglican Diocese of West Malaysia
- Basel Christian Church of Malaysia
- Evangelical Lutheran Church in Malaysia
- Lutheran Church in Malaysia & Singapore
- Mar Thomas Syrian Church
- The Methodist Church: Chinese Annual Conference
- The Methodist Church: Sabah Provisional Annual Conference
- The Methodist Church: Sarawak Chinese Annual Conference
- The Methodist Church: Sarawak Iban Annual Conference
- The Methodist Church: Tamil Annual Conference
- The Methodist Church: Trinity Annual Conference
- Orthodox Syrian Church
- Presbyterian Church in Malaysia
- Protestant Church in Sabah
- The Salvation Army·

### Assoziierte Mitglieder
- Bible Society of Malaysia
- The Boy’s Brigade in Malaysia
- Girls’ Brigade Malaysia
- Interserve Fellowship
- Malaysian Care
- Mobilization Fellowship Malaysia
- National Council of YMCA’s
- Seminari Theoloji Malaysia
- Sabah Theological Seminary
- YWCA
- Prison Fellowship Malaysia
- Open Doors Malaysia

### Partnerkirchen
- Koptische Kirche

## Liste der Vorsitzenden und Generalsekretäre
| Zeitraum                                      | Präses                          | Generalsekretär       |
| --------------------------------------------- | ------------------------------- | --------------------- |
| Malayan Christian Council                     |                                 |                       |
| 1947–1951                                     | Bischof Leonard Wilson          | Rev Hobart B. Amstutz |
| 1952–1957                                     | Bischof Leonard Wilson          | Rev J.R. Fleming      |
| 1958–1961                                     | Rev J.R. Fleming                | Rev Chung Chi-an      |
| 1962                                          | Rt Rev Roland Koh               | Rev Chung Chi-an      |
| 1963                                          | Rt Rev Ho Seng Ong              | Rev Chung Chi-an      |
| 1964–1965                                     | Rev R.M. Greer                  | Rev Chung Chi-an      |
| 1966                                          | Rev Robert F. Lundy             | Rev Chung Chi-an      |
| Council of Churches of Malaysia and Singapore |                                 |                       |
| 1967                                          | Rev Robert F. Lundy             | Rev Wong Hoon Hee     |
| 1968–1969                                     | Rt Rev Roland Koh               | Rev Wong Hoon Hee     |
| 1970                                          | Rev V.E. Thomas                 | Rev Wong Hoon Hee     |
| 1971                                          | Rev V.E. Thomas                 | Rev Wong Hoon Hee     |
| 1972                                          | Rt Rev Datuk Basial Temenggong  | Rev R. Chelladurai    |
| 1973–1974                                     | Rt Rev Datuk Basil Temenggong   | Mr V.D.P. Pillai      |
| Council of Churches of Malaysia               |                                 |                       |
| 1975–1976                                     | Bischof C.N. Fang               | Rev Denis C. Dutton   |
| 1977–1978                                     | Rt Rev E.B. Muthusami           | Rev Denis C. Dutton   |
| 1979–1981                                     | Rt Rev Tan Sri J.G. Savarimuthu | Rev Denis C. Dutton   |
| 1982                                          | Rt Rev Tan Sri J.G. Savarimuthu | Rev Denis C. Dutton   |
| 1983–1986                                     | Rev George Vergis               | Rev Denis C. Dutton   |
| 1987–1988                                     | Rt Rev E.B. Muthusami           | Rev Denis C. Dutton   |
| 1989–1994                                     | Bischof Denis C. Dutton         | Mr Varghese George    |
| 1995–1997                                     | Rt Rev Datuk Yong Ping Chung    | Rev Hermen Shastri    |
| 1998–2000                                     | Rt Rev Datuk Yong Ping Chung    | Rev Hermen Shastri    |
| 2001–2003                                     | Rt Rev Julius D. Paul           | Rev Hermen Shastri    |
| 2003–                                         | Thomas Philips                  | Rev Hermen Shastri    |